# 棘核果螺
棘核果螺（学名：Morula spinosa），是新腹足目骨螺科核果螺属的一种。。该螺类分布于印度洋-太平洋海域的浅海水域，水深一般超过40米。其相较其他螺类更少出现在珊瑚礁中。棘核果螺的姐妹种是双锥棘结螺。